# Holochelus nadaii
Holochelus nadaii är en skalbaggsart som beskrevs av Keith 2003. Holochelus nadaii ingår i släktet Holochelus och familjen Melolonthidae. Inga underarter finns listade i Catalogue of Life.